# Super Cassette Vision
Der Super Cassette Vision (jap.: スーパーカセットビジョン, Hepburn: Suupaa Kasetto Bijon) ist eine stationäre Spielkonsole, die von dem japanischen Konsolenhersteller Epoch-sha am 17. Juli 1984 zu einem Preis von 14.800 Yen in Japan veröffentlicht wurde und den Nachfolger der Cassette Vision darstellt. Noch im selben Jahr wurde die Konsole auch in Frankreich veröffentlicht. Das System stand in Japan als Spielkonsole der dritten Generation in Konkurrenz zu Nintendos Family Computer und Segas SG-1000. Insgesamt wurde das Gerät rund 300.000 Mal verkauft und konnte somit den Absatz seines Vorgängers nicht erreichen.

## Technische Daten

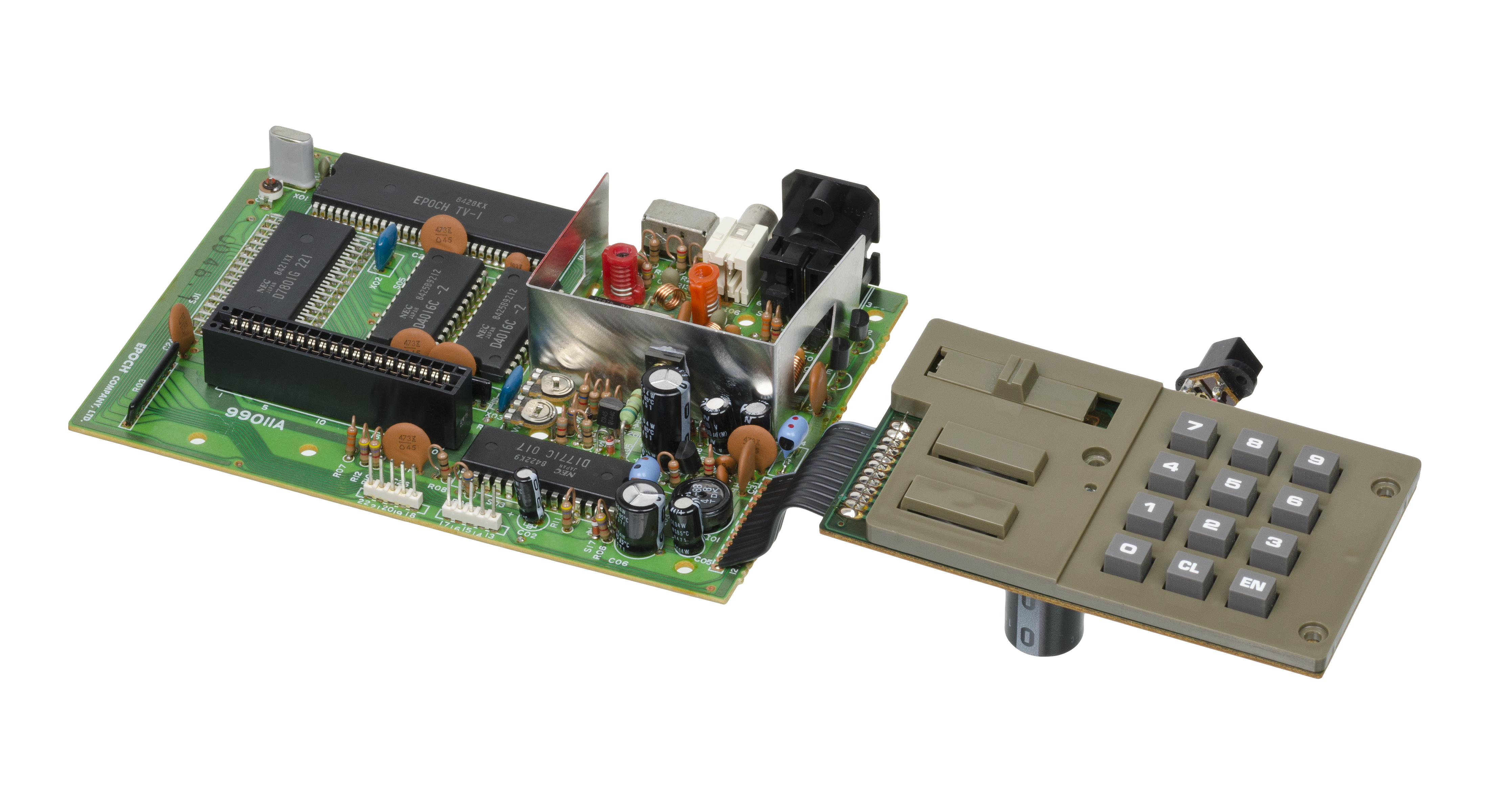
Hauptplatine des Super Cassette Vision

- Prozessor: 8-Bit NEC PD7801G Mikrocontroller
- RAM: 128 Byte
- ROM: 4 KB
- Grafikprozessor: EPOCH TV-1
- VRAM: 4 KB (2 × µPD4016C-2) + 2 KB (EPOCH TV-1 internal)
- Farben: 16
- Sprites: 128
- Display: 309×246 Pixel
- Soundprozessor: PD1771C @ 6 MHz
- Sound: 1 Kanal
- Controller: 2 festverbundene Joysticks[2]

## Spiele

### Veröffentlichte Spiele
1. Astro Wars – Invaders from Space
2. Astro Wars II – Battle in Galaxy
3. Super Golf
4. Super Mahjong
5. Super Base Ball
  1. Giants Hara Tatsunori no Super Base Ball
6. Punch Boy
7. Elevator Fight
8. Lupin III
9. Nebula
10. Wheelie Racer
11. Boulder Dash
12. Miner 2049er
13. Super Soccer
14. Comic Circus
15. Milky Princess
16. Pop and Chips
17. Nekketsu Kung-Fu Road
18. Star Speeder
19. TonTon Ball
20. Super Sansu-Puter
21. Shogi Nyuumon
22. Doraemon
23. BASIC Nyuumon (included four basic games)
24. Dragon Slayer
25. Rantou Pro-Wrestling
26. WaiWai(Y2) Monster Land
27. Dragon Ball: Dragon Daihikyō
28. Mappy
29. Sky Kid
30. Pole Position II

### Unveröffentlichte Spiele
- Black Hole
- Super Derby
- Super Rugby